# Mühlhausen, Thüringen
Mühlhausen är en stad i det tyska förbundslandet Thüringen och huvudort i länet Unstrut-Hainich-Kreis. Andra större städer i området är Erfurt (cirka 55 km åt sydöst), Göttingen (cirka 60 km åt nordväst) och Kassel (cirka 85 km åt väst).
Mühlhausen ligger ungefär i Tysklands centrum och genom staden flyter floden Unstrut som är en biflod till Saale.

## Historia
Orten omnämndes 967 för första gången i en skrift av kejsar Otto II. Under 1000-talet uppkom stadsdelen som idag kallas Altstadt (gamla staden) och under 1100-talet stadsdelen Neustadt (nya staden). 1135 var Mühlhausen det första samhället i Thüringen som fick stadsrättigheter.
Omkring 1200 byggdes ringmuren kring innerstaden, den var 2,7 km lång och hade sju grindar samt 38 vakttorn. 1251 blev Mühlhausen riksstad och från 1286 tillhörde orten Hansan. Thomas Müntzer valde 1525 under det tyska bondekriget Mühlhausen till centrum för sin rörelse. Efter nederlaget blev han avrättad framför stadens murar. 1556 kom reformationen till samhället.
Omkring 1707 var Johann Sebastian Bach anställd i stadens Sankt Blasius kyrka.
1802 kom staden till Preussen, 1807 till Westfalen och 1815 åter till Preussen. 1870 fick Mühlhausen en järnvägsstation på sträckan Gotha-Leinefeld.
Under nazitiden fanns åren 1944 och 1945 nära staden två annex till koncentrationslägret Buchenwald.

## Kända personer som verkade i staden
- Johann Rudolph Ahle, tysk kompositör.
- Johann Sebastian Bach, tysk kompositör.
- Gottfried Christoph Beireis, tysk läkare och kemist.
- Thomas Müntzer, upprorsledare.
- John August Roebling, tysk konstruktör, till exempel Brooklyn Bridge i New York.
- Friedrich August Stüler, tysk arkitekt.
- Adam Pickel, tysk arkitekt, kyrkobyggare.

## Galleri

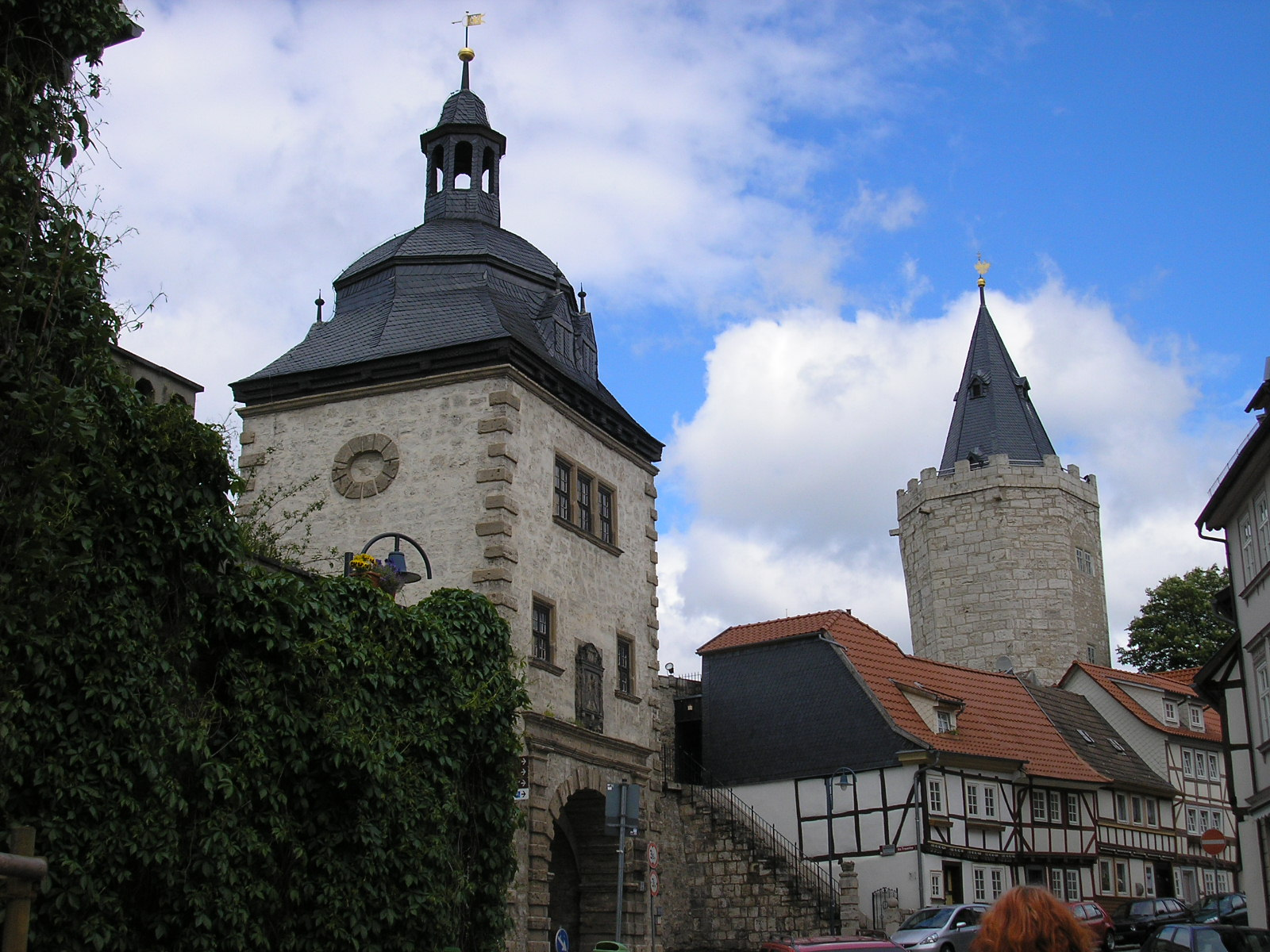
Område vid ringmuren
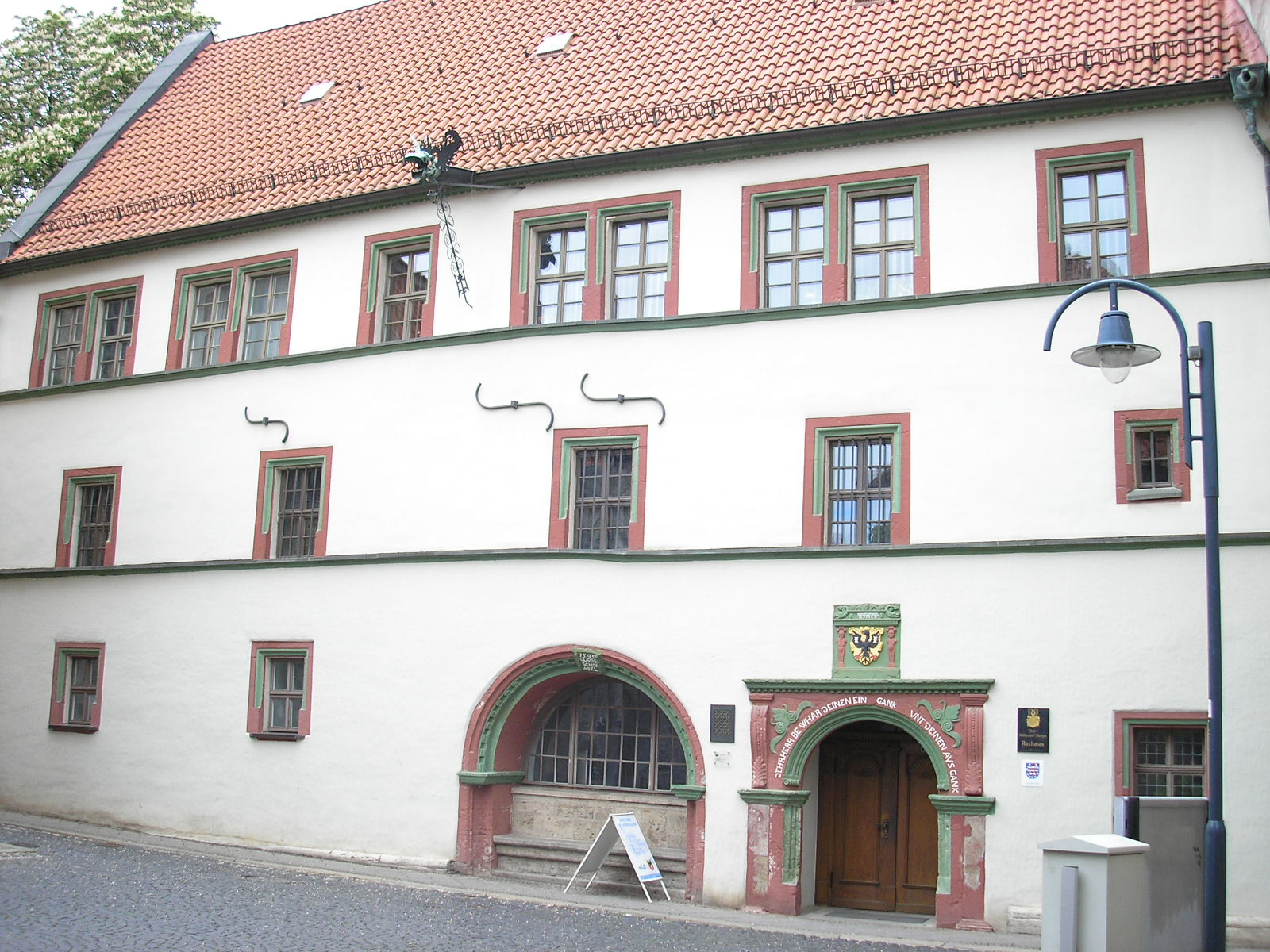
Rådhuset
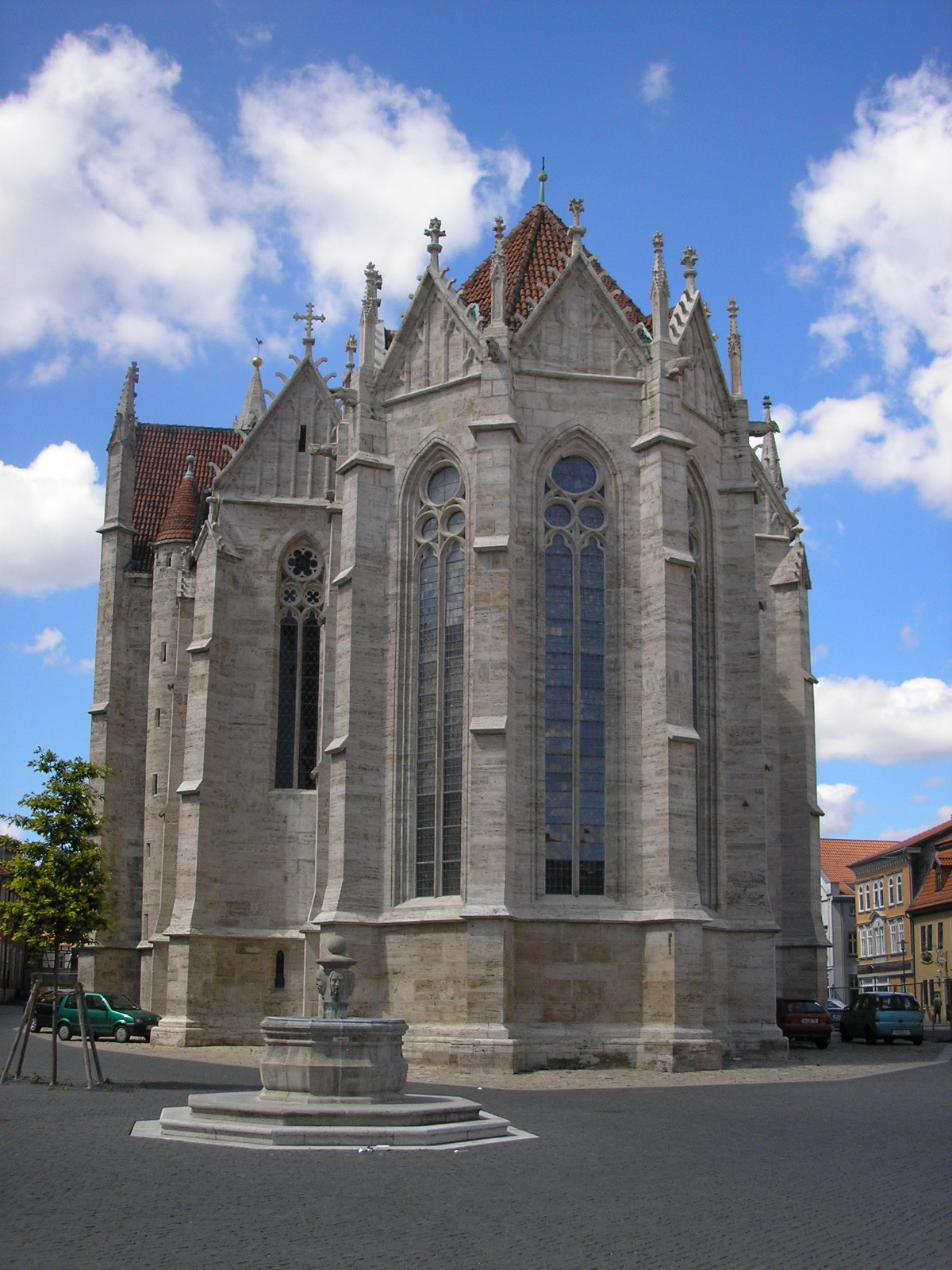
Sankt Blasius kyrka